# Lac Amédée (Australie)
Pour les articles homonymes, voir Amadeus et Lac Amédée.
Le lac Amédée (en anglais : Lake Amadeus) est un immense lac salé dans la région d'Uluru (Ayers Rocks) au sud-ouest du Territoire du Nord en Australie.

## Géographie
Il peut atteindre 145 km de long sur 20 km de large mais il lui arrive parfois d'être complètement à sec. 
Les principaux sites à proximité sont, en dehors d'Uluru, « Kata Tjuṯa » (Olga Rocks), Curtin Springs et « Mount Conner ».

## Histoire
Il fut découvert par l'explorateur Ernest Giles, qui l'avait d'abord baptisé « lac Ferdinand » en l'honneur de son bienfaiteur, le baron Ferdinand von Mueller mais celui-ci lui conseilla de l'appeler « lac Amédée » en l'honneur du roi Amédée Ier d'Espagne.